# Polnische Poolbillard-Meisterschaft 1996
Die polnische Poolbillard-Meisterschaft 1996 war die fünfte Austragung der nationalen Meisterschaft in der Billardvariante Poolbillard. Ausgespielt wurden die Disziplinen 8-Ball, 9-Ball und 14/1 endlos. Der 9-Ball-Wettbewerb der Herren wurde vom 7. bis 9. Juni 1996 in Posen ausgetragen, der 14/1-endlos-Wettbewerb der Herren vom 6. bis 7. August 1996 in Mysłowice. Die Wettbewerbe der Damen und der 8-Ball-Wettbewerb der Herren fanden vom 15. bis 17. November 1996 in Białystok statt.

## Medaillengewinner
| Disziplin            | Gold                                  | Silber                             | Bronze                                | Bronze                            |
| -------------------- | ------------------------------------- | ---------------------------------- | ------------------------------------- | --------------------------------- |
| Herren – 9-Ball      | Jewgeni Stalew (Russland)             | Mariusz Gnitecki (Baribal Lubin)   | Niclas Falsted (Schweden)             |                                   |
| Herren – 14/1 endlos | Karol Augustynowicz (Elida Białystok) | Patryk Bryll (Ostrów Wielkopolski) | Waldemar Witowski (Ósemka Rzeszów)    | Krzysztof Kutacha (Bielsko-Biała) |
| Herren – 8-Ball      | Karol Augustynowicz (Elida Białystok) | Marek Wisz (Ósemka Rzeszów)        | Dariusz Skurat (Białystok)            | Grzegorz Kapłan (Ósemka Rzeszów)  |
| Damen – 9-Ball       | Izabela Łącka (Tivoli Częstochowa)    | Mirosław Scholz (Ruda Śląska)      | Ewa Kotowska (Warschau)               |                                   |
| Damen – 14/1 endlos  | Ewa Kotowska (Warschau)               | Grażyna Gronowska (Bydgoszcz)      | Mirosław Scholz (Ruda Śląska)         |                                   |
| Damen – 8-Ball       | Izabela Łącka (Tivoli Częstochowa)    | Agnieszka Mulczyńska (Bydgoszcz)   | Katarzyna Zmierczak (Skala Grudziądz) |                                   |